# Bangkok Challenger 2002
Il Bangkok Challenger 2002 è stato un torneo di tennis facente parte della categoria ATP Challenger Series nell'ambito dell'ATP Challenger Series 2002. Il torneo si è giocato a Bangkok in Thailandia dal 2 all'8 dicembre 2002 su campi in cemento.

## Vincitori

### Singolare
John van Lottum ha battuto in finale  Frank Moser con il punteggio di 7–5, 6–4

### Doppio
Anthony Ross /  Grant Silcock hanno battuto in finale  Federico Browne /  Rogier Wassen per walkover